# Роман Јакобсон
Роман Осипович Јакобсон  (рус. Роман Осипович Якобсон; Москва, 23. октобар 1896 — Бостон, 18. јул 1982) је био руски лингвиста и семиолог, био је један од најутицајнијих лингвиста 20. века и зачетник развоја структуралистичке анализе језика, поезије и уметности.
Као пионир структуралне лингвистике, Јакобсон је био један од најславнијих и најутицајнијих лингвиста двадесетог века. Са Николајем Трубецкојем је развио револуционарне нове технике за анализу језичких звучних система, ефективно основавши савремену дисциплину фонологије. Јакобсон је затим применио сличне принципе и технике на проучавање других аспеката језика као што су синтакса, морфологија и семантика. Он је дао бројне доприносе словенској лингвистици, од којих су најзначајније две студије руских падежа и анализа категорија руских глагола. Ослањајући се на увиде из семиотике Ч. С. Пирса, као и из теорије комуникације и кибернетике, предложио је методе за истраживање поезије, музике, визуелних уметности и кинематографије.
Својим одлучујућим утицајем на Клода Леви-Строса и Ролана Барта, између осталих, Јакобсон је постао кључна фигура у прилагођавању структуралне анализе дисциплинама изван лингвистике, укључујући филозофију, антропологију и теорију књижевности; његов развој приступа чији је пионир Фердинанд де Сосир, познатог као „структурализам“, постао је значајан послератни интелектуални покрет у Европи и Сједињеним Државама. У међувремену, иако је утицај структурализма опао током 1970-их, Јакобсонов рад је наставио да добија пажњу у лингвистичкој антропологији, посебно кроз етнографију комуникације коју је развио Дел Хајмс и семиотику културе коју је развио Јакобсонов бивши ученик Мајкл Силверштајн. Јакобсонов концепт темељних лингвистичких универзалија, посебно његова прослављена теорија особених карактеристика, пресудно је утицао на рано размишљање Ноама Чомског, који је постао доминантна фигура у теоријској лингвистици током друге половине двадесетог века.

## Живот и рад
Рођен, у богатој породици руских јеврејских досељеника, у Москви од раног доба био је фасциниран језиком. Као студент био је водећа фигура Московског лингвистичког круга и учествовао у московском активу светске авангардне уметности и поезије. Лингвистика у то време је била обележена неограматичарима и инсистирала да је једино научно проучавање језика проучавање историјске лингвистике и развоја речи кроз време (дијахронијски приступ). С друге стране, Јакобсон је под утицајем радова Фердинанда де Сосира развио идеју структурне анализе лингвистичких феномена (синхронијски приступ). 
Године 1920. Јакобсон, услед политичких промена, напушта своју родну земљу и долази у Праг као члан Совјетске дипломатске мисије да настави своје докторске студије. У Прагу се спријатељује са бројним чешким књижевницима. Такође је импресионирао чешке академике својим изучавањем чешких стихова. Године 1926. он заједно са Н. Трубецкојим, В. Матхезиусом и осталима постаје оснивач прашке школе, односно лингвистичког друштва под називом Прашки лингвистички круг.
Док је Трубецкој инсистирао на томе да је језик начин чувања и саморазумевања културе, Јакобсон је супротно сматрао да је језик начин изражавања и развоја културе. Иако су њихови приступи били различити, њихова сарадња је била веома корисна за славистику и лингвистику 20-ог века. У то време Јакобсон је написао бројне радове из фонетике и 1929. године он користи термин структурализам да би први пут описао шта је дистинкција у руским студијама. Јакобсонова универзална структурално-функционална теорија фонологије базира се на принципу бинарности за успостављање дистинктивних обележја (опозиција) и била је прво успешно решење лингвистичке анализе у складу са Сосировим хипотезама. Под дистинктивним обележјем се подразумева оно својство једног гласа на основу којег тај глас стоји у фонолошкој опозицији према другом гласу.
Принцип бинарности (дихотомије) испољава се у сврставању језичких јединица у парове од по два члана између којих постоји опозиција по присуству, односно одсуству карактеристичног обележја. Постојање дистинктивних обележја као стварних релевантних категорија у конкретном процесу споразумевања показују и психолошки тестови извршени над већим бројем лица. 
После нацистичке инвазије на Праг 1941. године, Јакобсон одлази у Шведску и Данску где се придружује Копенхагеншком лингвистичком круг и ту упознаје Луиса Хјелмслева. Јакобсон се интересује за антропологију и то му помаже да направи лингвистички заокрет у правцу хуманизма.
По доласку у САД, постаје члан великог удружења интелектуалаца емиграната у Њујорку, где такође наставља дружење са чешким емигрантима. На École Libre des Hautes Études, врсти франкофоног универзитета у егзилу, Јакобсон сарађује са антропологом Клод Леви-Штраусом, који је био један од најпознатијих структуралиста. Предајући на Колумбија универзитету, Харварду и МИТ-у, Јакобсон одржава познанства са многим америчким лингвистима и антрополозима као што су Бенџамин Ворф, Едвард Сапир, Франц Боас и Леонард Блумфилд.
Године 1949. Јакобсон се сели на Универзитет у Харварду, где ће провести остатак свог живота. Његово интересовање се креће од руске поезије према општим особеностима поетског језика. Са истраживањима на ту тему постао је познат у целом свету. Почетком 1960. године Јакобсон свеобухватно проучава језик и почиње писати о комуникационим наукама у целини.

## Комуникацијске функције
Јакобсон разликује шест комуникацијских функција, које одговарају димензијама комуникацијског процеса. Димензије су: 1. контекст; 2. порука; 3. пошиљалац; 4. прималац; 5. канал; 6. код. 
Функције су: 1. референтна (контекстуална или ситуациона информација); 2. поетска (естетска или креативна); 3. емотивна (лична или експресивна); 4. конативна (вокативно или императивно адресовање примаоцу); 5. фатичка (контролни радни канал); 6. металингвистичка (контролни радни код). Једна од шест функција увек је доминантна у тексту и обично одређује тип текста. У поезији доминантна функција је поетска функција: фокус је на самој поруци. Права ознака поезије је према Јакобсону „пројекција принципа једнакости са осе селекције на осу комбинације“. Уопштено говорећи, то значи да поезија успешно комбинује и интегрише форму и функцију. Јакобсонова теорија комуникација је први пут објављена у „Closing Statements: Linguistics and Poetics“. Данас ниједно истраживање на тему комуникацијских наука не може заобићи његов рад.

## Интелектуални доприноси
Према Јакобсоновим личним сећањима, најодлучнија фаза у развоју његовог мишљења био је период револуционарног ишчекивања и преокрета у Русији између 1912. и 1920. године, када је, као млад студент, пао под чари прослављеног руског футуристе и лингвистичког мислиоца Велимира Хлебникова.
Нудећи мало другачију слику, предговор другом издању Звучног облика језика тврди да ова књига представља четврту фазу у „Јакобсоновој потрази да се открије функција и структура звука у језику.“ Прва фаза је била отприлике од 1920-их до 1930-их, где је сарађивао са Трубецкојевим, у којем су развили концепт фонема и разјаснили структуру фонолошких система. Друга фаза, од око касних 1930-их до 1940-их, током које је развио идеју да су „бинарне особене карактеристике“ темељни елемент у језику и да је таква различитост „пука другост“ или диференцијација. У трећој фази Јакобсоновог рада, од 1950-их до 1960-их, радио је са акустичарем Ц. Гунар Фантом и Морисом Халеом (Јакобсоновим учеником) на разматрању акустичких аспеката особених карактеристика.

## Легат
Јакобсонове три основне идеје данас играју значајну улогу у лингвистици, а то су лингвистичка типологија, маркираност (обележеност) и лингвистичке универзалије. Та три концепта су тесно испреплетана: типологија је класификација језика у смислу заједничких граматичких обележја као супротност заједничком пореклу, маркираност грубо речено означава то да су извесне форме граматичке организације „природније“ од других, односно ова разлика се тиче присуства или одсуства неког језичког обележја, и лингвистичке универзалије су назив за заједничка обележја свих језика света. 
Јакобсон се бавио и непотпуним језичким системима, тражећи шта је у њима увек и најчешће присутно, а шта може и изостати. Тако су настали његови радови о дечјем језику и афазији. Афазија је језички поремећај, који настаје кад се оштети област мозга која је укључена у обраду језика. Према Јакобсону афазија је смањење способности одабира (селекције) или комбинације и контекстуализације. 
Његове заслуге у лингвистици су постојале и на пољу морфологије, где је дао метод одређивања односа у оквиру морфолошких система према принципу бинарности (обележена категорија има према себи необележену категорију). Посебно је испитивао руски глаголски и падежни систем. 
Иако је Роман Јакобсон у складу са програмом прашке школе, као њен најеминентнији члан највише пажње поклањао истраживању фонологије и дистинктивних обележја његова научна делатност је била вишеструка (комуникацијске функције, испитивања поетског језика, језичка типологија, социјална антропологија, психоанализа).
Харвардска славистичка школа, коју је Јакобсон основао, је и данас једна од најрепрезентативнијих у свету.